# Vanilla walkeriae
Vanilla walkeriae är en orkidéart som beskrevs av Robert Wight. Vanilla walkeriae ingår i släktet Vanilla och familjen orkidéer. Inga underarter finns listade i Catalogue of Life.